# Аммуна
Аммуна (Аммунас) — царь Хеттского царства, правил приблизительно в 1550 — 1530 годах до н. э.  

## Правление
Аммуна был сыном царя Циданты I. Вероятно, желая противодействовать принципу наследования престола не сыном царя, а мужем или сыном его дочери, Аммуна «взошёл на престол своего отца», убив его. Жена Аммуны в царских списках жертвоприношений названа тавананна, поэтому можно думать, что она была царевной.

 «Но боги жаждали крови Кассени, и они Циданту врагом сделали собственного сына его, Аммуна, и тот убил Циданту, отца своего. И Аммуна воцарился».— «Указ Телепину»
При Аммуне благополучие царства стало быстро клониться к упадку; правление Аммуны вошло в традицию как время бедствий. В стране разразился страшный голод, вызванный засухой, неурожаем и падежом скота. Армия постоянно терпела поражения. При нём было потеряно большинство земель, завоеванных при расцвете Древнехеттского царства. Стали враждебны хеттам бывшие зависимые от них города и области. Красноречиво высказывание текста «Указа Телепину»:

 «Но боги жаждали крови отца его Циданты, и они не дали благоприятных предзнаменований для него самого, зерна его, зелени …, виноградников, скота, овец. Страны же с ним враждовали: город …, город Кальмий, страна Адания, страна Арцавия, город Саллапы, город Пардуваты и город Аххул. И в какой бы поход войска его ни шли, они назад постоянно возвращались без побед».— «Указ Телепину»
Упомянутая в этом списке Адания это, несомненно, Адана в Киликии, которая принадлежала хеттам со времён Хаттусили I. Хурритские завоевания отрезали хеттов от плодородных равнин к югу от Тавра примерно на сто лет. Упоминание о потере Арцавии, Саллапы и Пардцваты также имеет важное значение. Поскольку известно, город Саллапа находится на пути в Арцаву, а Пардувата упоминается в одном документе в тесной связи с рекой Сехирия, которая также лежала на этом пути, нет сомнений в том, что Арцавия тождественна Арцаве поздних источников. Однако, к сожалению, локализация этой важной страны представляет собой одну из наиболее спорных проблем хеттской исторической географии. На данный момент с уверенность можно утверждать лишь то, что она лежала к западу или юго-западу от коренных областей Хатти, а её столица находилась на морском побережье. Потери Арцавии, а также других земель вернула хеттов к границам, существовавшим при Лабарне.
Единственный сохранившийся документ Аммуны представляет собой фрагмент, не содержащий связного текста. В нём упомянуто несколько городов, в том числе Типия, Хаспина, Пардувата и Хахха. Пардувата, как уже говорилось, находилась на юге или юго-западе, Типия располагалась на северо-востоке. Местоположение Хаспины неизвестно, зато Хахха, если речь идёт о том же городе, на который напал Хаттусили I, стояла на Евфрате. Благодаря данному фрагменту становятся очевидны как географический размах деятельности Аммуны, таки и немалая продолжительность его правления.
После смерти Аммуны главный мешеди (глава царских телохранителей) Цуру тайно приказал убить его сыновей Титтия и Хантили вместе со всеми сыновьями и родичами последних.

«И когда Аммуна стал Богом (то есть умер), в те дни Цуру, главный над придворными-мешеди, тайно послал своего родича Тахурваили, человека золотого копья, и он убил весь род Титтия вместе с сыновьями его. И он послал Тарухсу, гонца, и тот убил Хантили вместе с сыновьями его».— «Указ Телепину»
После чего воцарился Хуцция I.
| Древнее царство           |                                      |                    |
| Предшественник: Циданта I | царь хеттов ок. 1550 — 1530 до н. э. | Преемник: Хуцция I |